# Antoine Ansiaux
Jean Joseph Éléonore Antoine Ansiaux (Liegi, 1764 – Parigi, 1840) è stato un pittore francese.

## Biografia
Fu un artista assai prolifico e dalla variegata ispirazione. Dipinse infatti soggetti storici, sacri, profani e mitilogici, ma fu anche un abile e quotato ritrattista. La qualità della sua produzione lo pone fra i migliori artisti della scuola francese dell'800. Ritrasse molti personaggi importanti, ministri e generali di Napoleone.
Si formò all'Accademia di Belle arti di Liegi, dove ottenne nel 1782 una medaglia d'oro. In seguito si trasferì stabilmente a Parigi, anche se nel 1784 espose le sue opere nella sua città natale, con la quale non perse mai i contatti. A Parigi fu allievo di François-André Vincent. Si spense a 76 anni e fu sepolto nel cimitero di Père-Lachaise.

## Opere
- 1795: Evocazione della Pace, Museo dell'Arte Wallone, Liegi.
- 1796: Ritratto di un cavaliere, Museo di Fécamp.
- 1804: Ritratto del generale Jean-Baptiste Kléber, Museo del Castello di Versailles.
- 1809: Ritratto del barone Michel-Laurent de Sélys-Longchamps, Collezioni artistiche dell'Università di Liegi.
- 1809: Ritratto della baronessa di Sélys-Longchamps, nata Marie-Denise Gandolphe, Collezioni artistiche dell'Università di Liegi.
- 1810: Ritratto di Emmanuel Crétet, conte di Champmol, Museo di Belle arti di Digione.
- 1813: La Conversione di Paolo, Cattedrale di San Paolo a Liegi.
- 1816: Renaud e Armida, Museo di belle arti di Lione.
- 1817: Luigi XIII di Francia conferisce a Nicolas Poussin il brevetto di Primo Pittore del Re, Museo di belle arti di Bordeaux.
- 1820: Gesù benedice i bambini, Museo del Castello di Versailles.
- 1820: Mosè salvato dalle acque, Museo del Castello di Versailles.
- 1822: San Giovanni Battista davanti a Erode, Palazzo delle belle arti di Lilla.
- 1834: Guy André Pierre, duca di Montmorency-Laval, maresciallo di Francia, Parigi, Scuola militare.
- 1839: San Vincenzo de' Paoli cura gli appestati, Museo di belle arti di Nantes.
- L'Assunzione della Vergine, Cattedrale di San Paolo a Liegi.
- La Resurrezione di Cristo, Cattedrale di San Paolo a Liegi.

## Galleria d'immagini

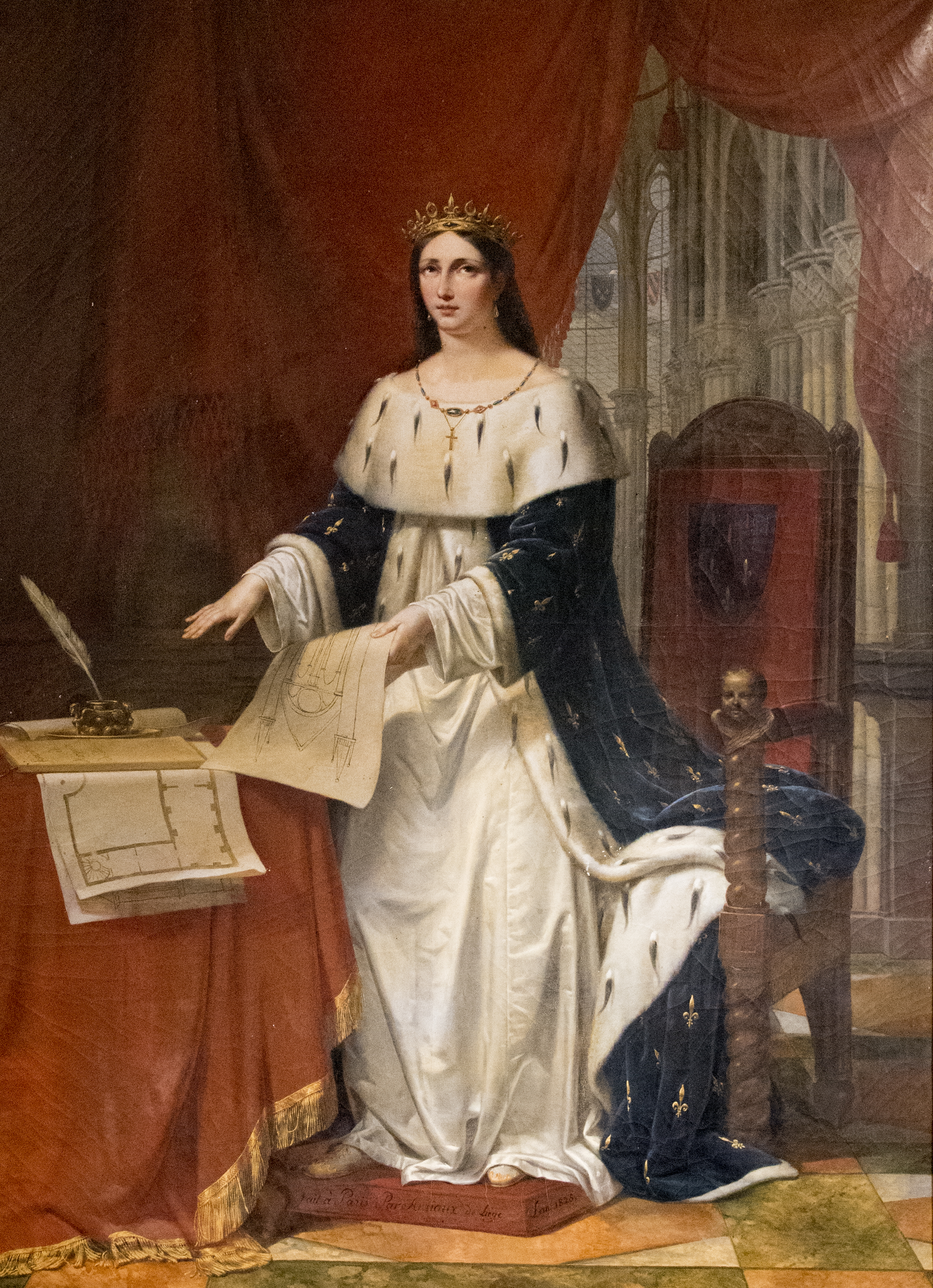
Margaretha van Bourgondië
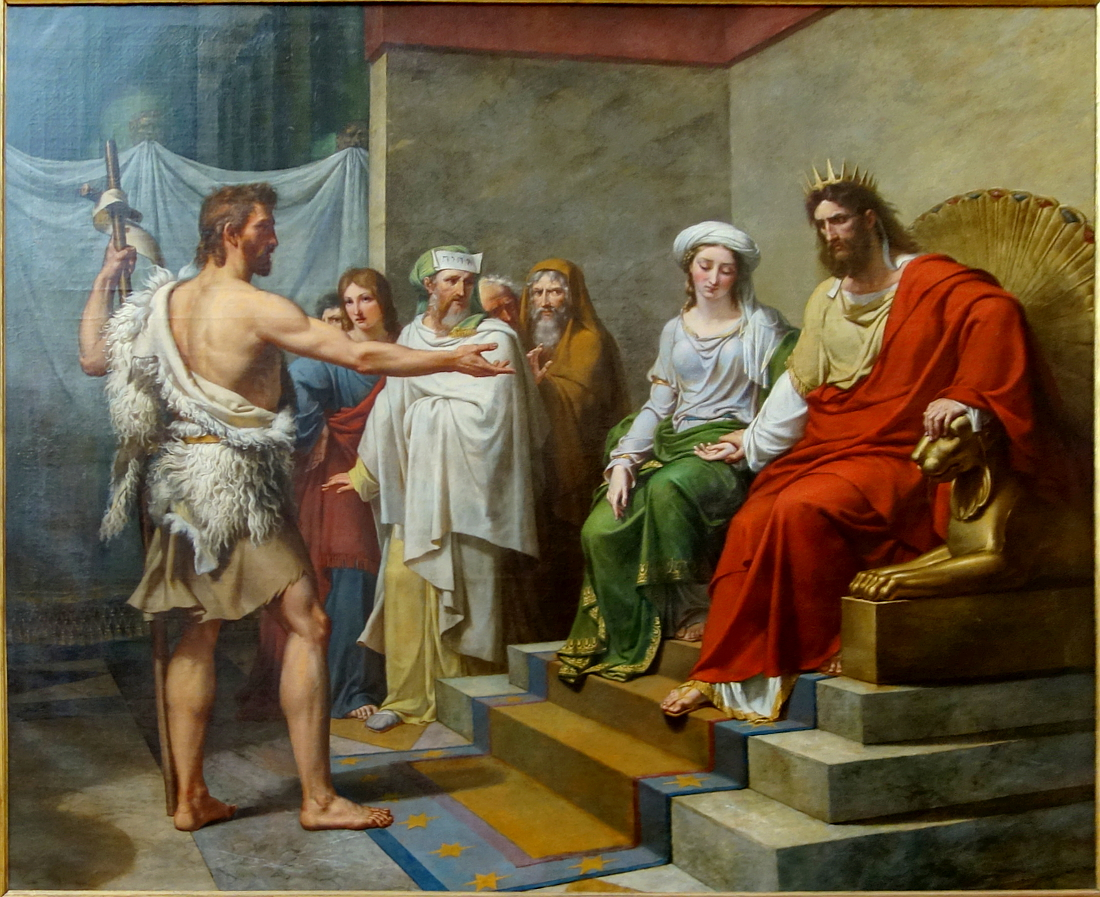
S. Giovanni Battista e Erode
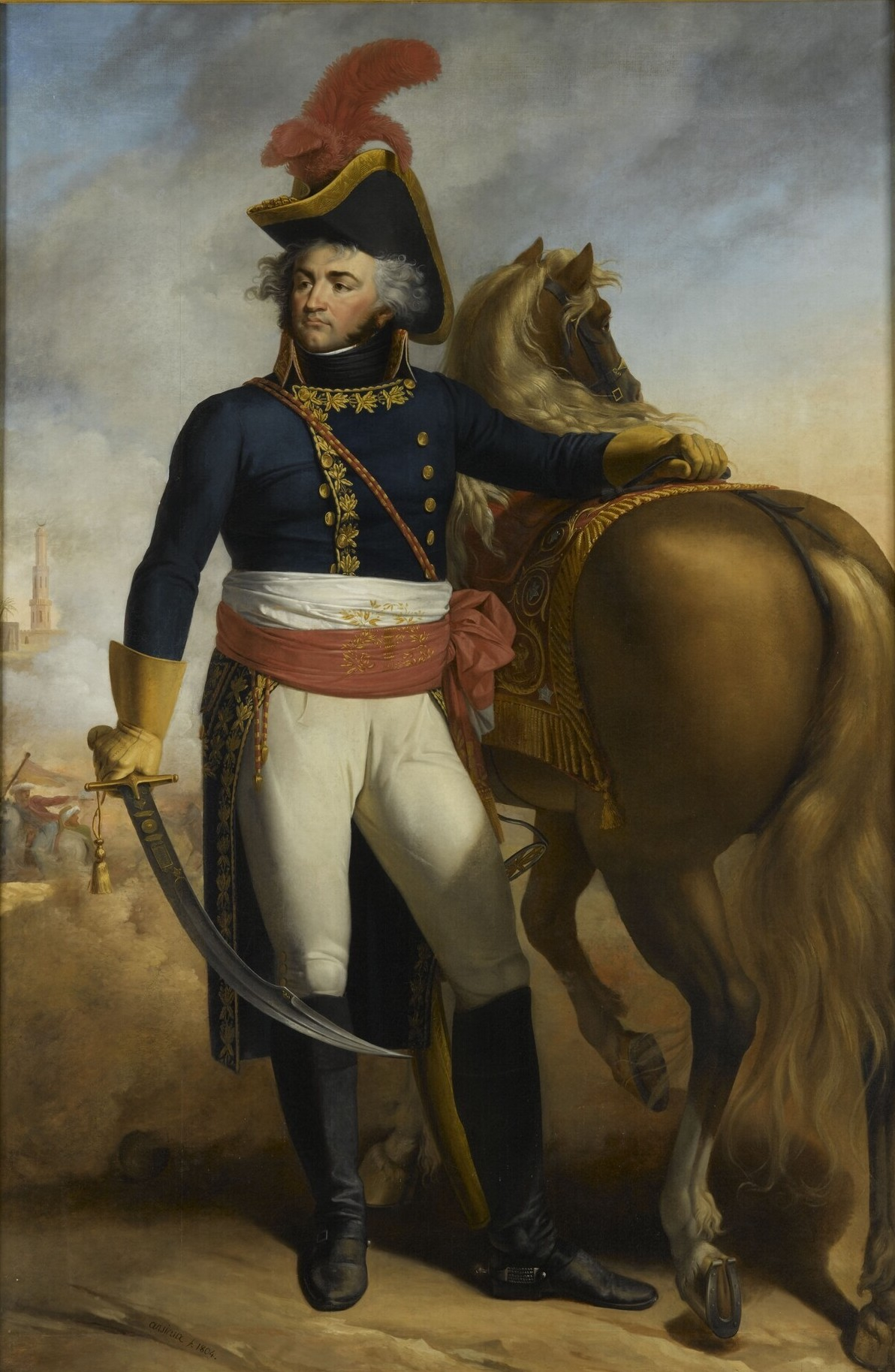
Jean-Baptiste Kléber
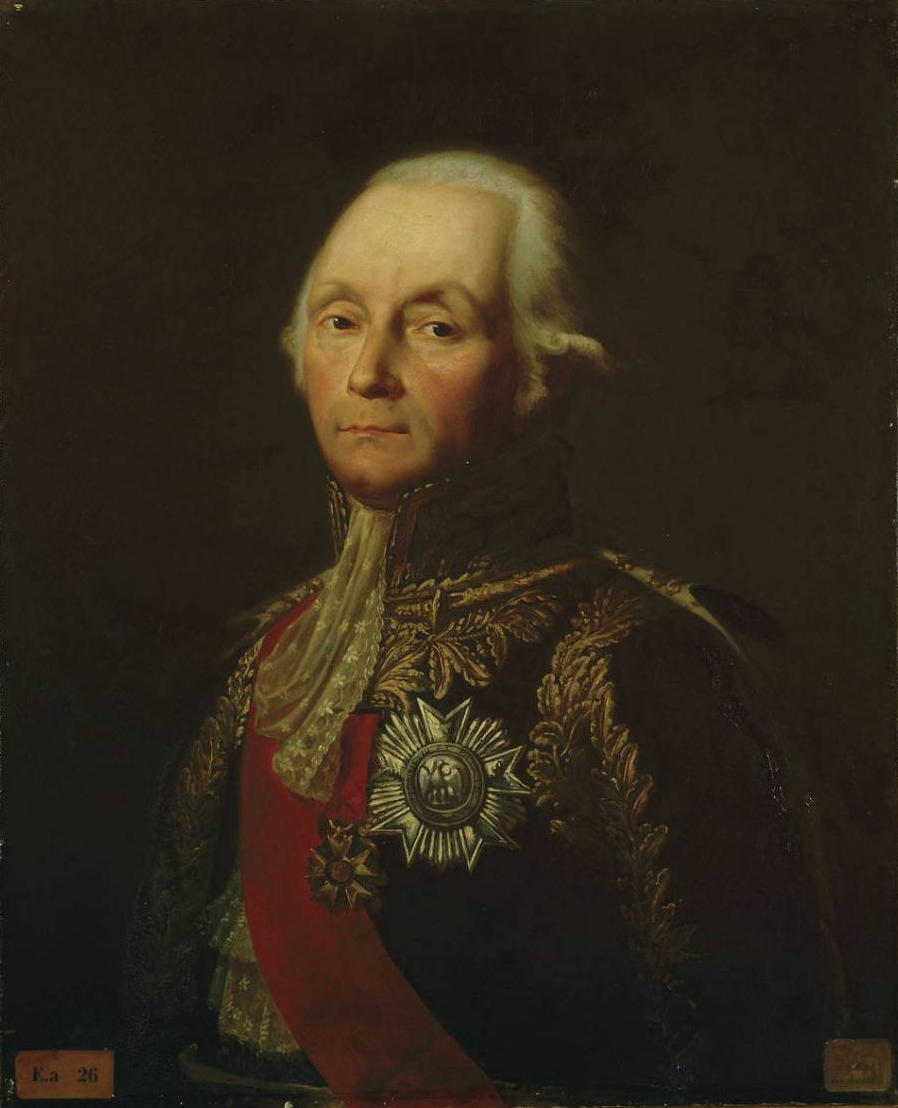
Il Maresciallo Kellermann